# Liste des présidents du Raja Club Athletic
Pour un article plus général, voir Raja Club Athletic.
Cet article représente la liste des présidents de la section football du Raja Club Athletic, club omnisports marocain basé à Casablanca.

## Histoire
Le Raja CA est dirigé par une commission provisoire à deux reprises, présidée la première fois par Abdellah Rhallam en 2007, puis la seconde fois par Mohamed Aouzal en 2018. Le président qui est resté le plus longtemps en poste est Abdellah Rhallam entre 1992 et 1998 en premier, puis entre 2007 et 2010.

### Les fondateurs (1949-1960)
Élu  mars 1949, l'algérien Hajji Ben Abadji est le premier président de l'histoire du club, bien qu'il ne soit pas l'un des fondateurs. Propriétaire d'un bureau de rédaction de contrats, son nom est proposé par son ami algérien Rihani pour contourner la loi mise en place par les Français qui interdisait, à l'époque du protectorat, la présidence d'un club marocain à un citoyen marocain.
Moulay Sassi Aboudarka Alaoui est désigné parallèlement président d'honneur du club. Hajji Ben Abadji demeure à ce jour le premier et seul président non-marocain de l'histoire du club. Le Raja est dirigé à ses débuts par des présidents ayant appartenu à l'assemblée fondatrice à l'image de Boujemaâ Kadri et Laâchfoubi El Bouazzaoui.

### Les syndicalistes (1960-1989)
Durant les années 1960 et 1970, de grands noms de la scène politique et syndicaliste prennent les rênes du club, à l'instar de Mohamed Maâti Bouabid, Premier ministre (1979-1983), Ministre de la justice (1977-1981) et fondateur de l'Union constitutionnelle, Abdellatif Semlali, Ministre de la Jeunesse et des Sports (1983-1992) ou Abdelouhahed Maâch, secrétaire général du Parti démocratique de l'indépendance (1992-2016).
En 1959, le Parti de l'Istiqlal est témoin d'une scission historique de l'aile gauchiste et progressiste mené par Abderrahim Bouabid, Abdallah Ibrahim et Mehdi Ben Barka de la direction centrale du Parti de Allal El Fassi et Ahmed Balafrej, conservatrice et nationaliste, et qui donne lieu à la création de l'Union nationale des forces populaires,. Cette classe gauchiste disposait alors du soutien de nombre d'organisations de jeunesse, notamment la jeunesse sportive et ouvrière de l'Union marocaine du travail (UMT), à l'époque unique centrale syndicale au Maroc.

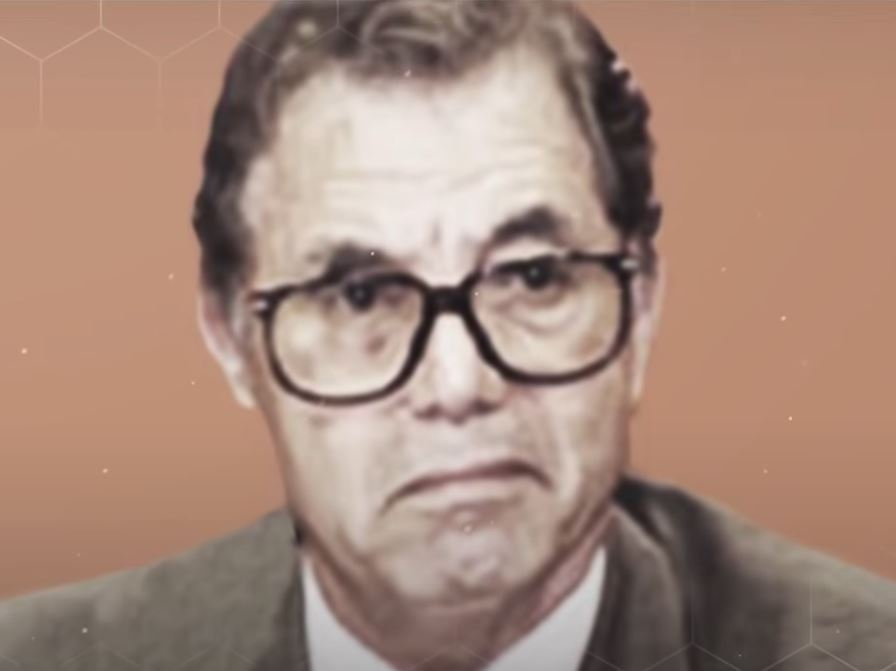
Mohamed Maâti Bouabid, président du Raja CA entre 1966 et 1968

En 1960, l'UMT est devenu le parrain du Raja Club Athletic, qui devient en quelque sorte son représentant sur les pelouses où plusieurs cadres du syndicat ont joué pour le club. Le premier titre que le Raja a remporté en 1974, la Coupe du trône, a été offert à Mahjoub Ben Seddik, fondateur et chef historique de l’UMT,.
Après la recomposition du comité directeur durant l'assemblée générale de 1961, le club décerne un statut honorifique à plusieurs personnalités qui ont grandement contribué dans sa gestion:
- Abdallah Ibrahim
- Abderrahim Bouabid
- Mahjoub Ben Seddik
- Mohamed Maâti Bouabid
- Driss Slaoui
- Ahmed Laski
- Mohamed Abderrazak
- Mohamed Ben Saleh
- Mohamed El Alami

Cependant, ce penchant syndicaliste n’a pas empêché l’adhésion de personnalités appartenant à d'autres courants politiques comme Abdelouahed Maâch, Abdellatif Semlali ou Mohamed Abied qui fut trésorier du club durant les années 1970.

### Les «sages» (1989-2012)

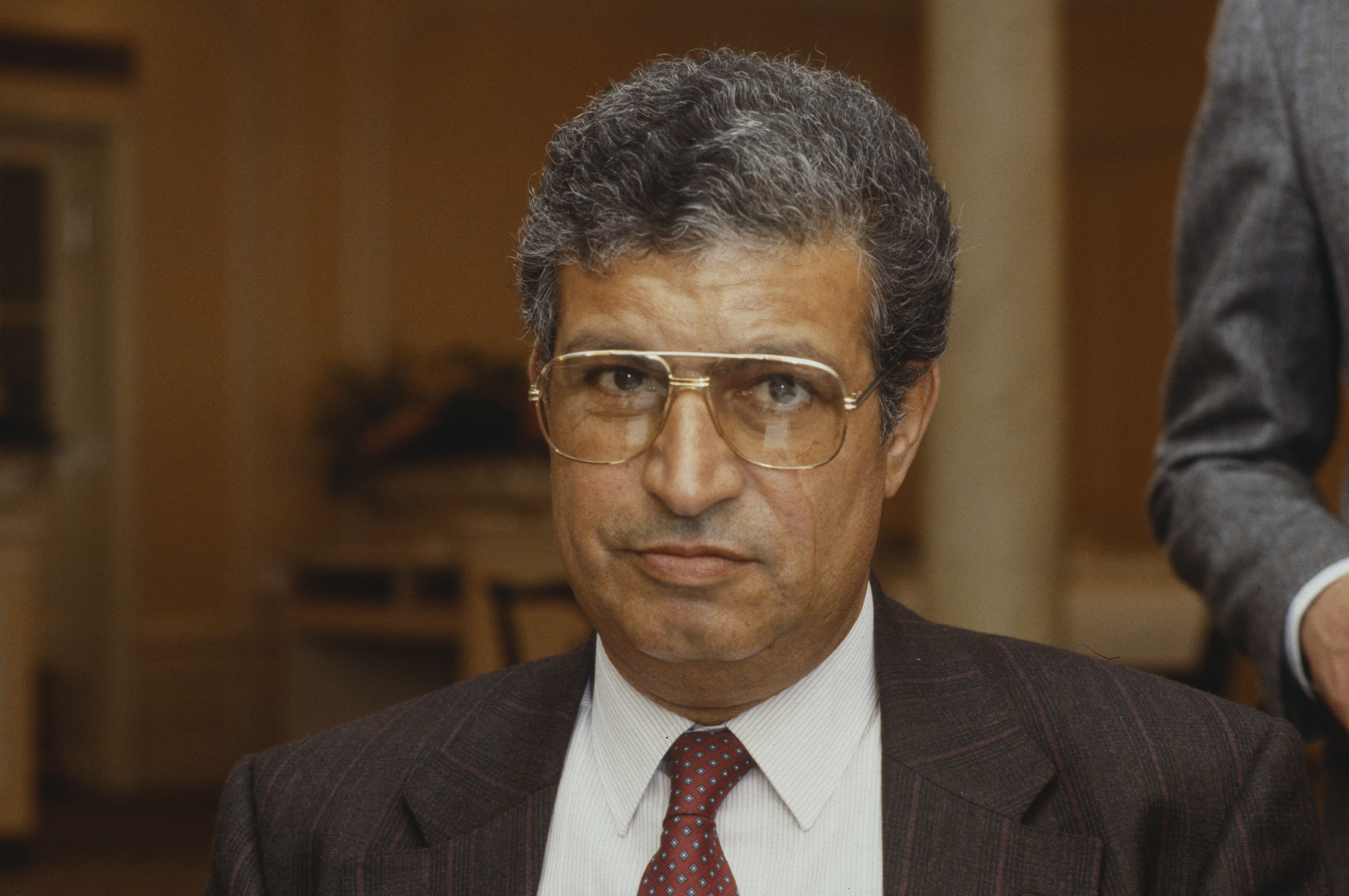
Abdellatif Semlali, président du Raja CA entre 1978 et 1981

De 1989 à 2012, cinq figures qui sont Abdelhamid Souiri, Mohamed Aouzal, Abdellah Rhallam, Ahmed Ammor et Abdesalam Hanat, se relaient la présidence du Raja pendant 23 ans (à l'exception de Ahmed Ammor qui n'effectue qu'un seul mandat). Avec Abdelkader Retnani, Jawad Ziyat et Abdellah Firdaous, ils formeront par la suite le conseil consultatif, surnommé «conseil des sages», pour assister le président du club,,.
Après la démission de Abdesalam Hanat, Mohamed Boudrika est élu le 7 juin 2012 à la tête du club, et devient, à 28 ans, le plus jeune président de l'histoire du Raja CA. Il arrive avec une grande enveloppe financière et promet un nouveau souffle tant sur le plan administratif que sportif,.

### L'ère moderne (2012-)
Arrivant au terme de son quadriennat, Mohamed Boudrika est remplacé en juin 2016 par Said Hasbane qui déclare que le Raja est en crise financière.
Le 6 avril 2018, et après un long bras de fer avec les adhérents du club, Said Hasbane cède à la pression populaire et démissionne de son poste. L'ancien président Mohamed Aouzal est chargé de constituer un commission provisoire pour diriger le club jusqu’à la fin de la saison. Le 13 septembre 2018, Jawad Ziyat est élu nouveau président du Raja. Après son élection, il promet de poursuivre le travail de la commission, ajoutant qu’il fera de son mieux pour sortir le club de la crise financière qui l’engloutit depuis plusieurs mois.
Le 15 novembre 2020, Jawad Ziyat réunit son comité par visioconférence pour leur faire part de sa décision de mettre un terme à son mandat. Le 14 décembre 2020, Rachid Andaloussi prend les rênes du club en intérim. Élu à l'unanimité en juin 2022, Aziz El Badraoui démissionne après un an à la suite des mauvais résultats sportifs.
Mohamed Boudrika est élu président en mai 2023. Le 19 juillet 2024, Adil Hala lui succède en intérim du fait de son absence, jusqu'à la tenue de la prochaine assemblée générale. Candidat unique avec le même comité directeur, il est finalement élu à la majorité le 12 septembre 2024 avant de démissionner le 27 janvier 2025. Abdellah Biraouine lui succède en intérim.
Le 7 juillet 2025, le Parlement du Raja a voté pour l’élection de Jawad Ziyat à la tête de la présidence du club après huit heures d'assemblée.

## Désignation du président
Ce sont les adhérents qui élisent par vote, le président du Raja Club Athletic au terme de l'assemblée générale ordinaire ou extraordinaire.
L'assemblée générale ordinaire qui a lieu tous les ans, a comme objectifs principaux la discussion et l'approbation des rapports moraux et financiers de la saison écoulée, et l'élection d'un nouveau président si le mandat du président sortant arrive à son terme ou si le comité démissionne. L'assemblée générale extraordinaire se tient quant à elle en urgence sous la demande d'une majorité (les deux tiers) des adhérents ou du président lui-même,.
Les statuts du club n'indiquent aucune limite au nombre de mandats autorisés au président, et fixe la durée d'un mandat à quatre ans. Depuis 1998, seuls Ahmed Ammor et Mohamed Boudrika sont arrivés au terme de leurs quadriennats.
En cas de démission du président, l'article 23 du chapitre 4 des statuts du club dispose que le premier vice-président, s'il en exprime la volonté et si aucun candidat ne se manifeste, est tenu de diriger le club en intérim jusqu'à la prochaine assemblée générale.

## Comité directeur
L'article 23 précise : « En plus du président, le comité directeur doit contenir entre 9 et 15 membres. Parmi eux sont élus: un premier et un second vice-président, un secrétaire général et son assistant, un trésorier et son assistant et entre 3 et 9 conseillers ».
Après l'élection du nouveau président, ce dernier se charge de constituer son comité directeur et de l'annoncer dans un délai qui ne dépassent généralement pas les quinze jours selon l'article 20 des statuts du club,,,. Tous les postes au club, y compris la présidence, sont honoraires et n'offre donc aucune rétribution financière.
En 2020, la société anonyme Raja Club Athletic est créée sous la supervision du Ministère de la Jeunesse et des Sports avec un capital divisé en 3000 actions. L'association Raja Club Athletic est l'actionnaire majoritaires de la SA avec 2984 actions, tandis qu'une seule action est accordée à titre de prêt à chaque membre du comité directeur, alors au nombre de 16. Les actions ne leur appartiennent pas, une fois qu’un membre quitte le comité, il doit céder son action à l’association, nul n’est donc propriétaire réel de l’action.
Les membres du comité et leurs fonctions respectives, en date du 6 septembre 2024, sont les suivants:
| Président                                                    | Adil Hala          |
| Commission légale et judiciaire                              | Abdellah Birouane  |
| Commission d'organisation et de logistique                   | Mustapha Dahnane   |
| Commission des relations publiques et des partenariats       | Said Chrami        |
| Commission du projet sportif                                 | Mamoun Belghiti    |
| Commission du marketing et la stratégie numérique            | Aziz El Kadri      |
| Secrétaire général                                           | Khalid Fakirni     |
| Secrétaire général-adjoint                                   | Youssef Lotfi      |
| Trésorier                                                    | Oussama Bettache   |
| Trésorier-adjoint et responsable de la commission financière | Youssef Amir       |
| Porte-parole                                                 | Abdellah Ibrahimi  |
| Commission des ressources humaines                           | Fahd Moubarik      |
| Commission des infrastructures                               | Ilham Dakhouche    |
| Commission des jeunes et de la formation                     | Mohamed Moharak    |
| Commission médicale                                          | Hicham El Ouazzani |

## Chronologie des présidents
| Nº. | Président                         | Nationalité    | Début du mandat   | Fin du mandat     | Palmarès                                                           | Remarques |
| --- | --------------------------------- | -------------- | ----------------- | ----------------- | ------------------------------------------------------------------ | --- |
| 1   | Hajji Ben Abadji                  | France Algérie | 20 mars 1949      | septembre 1956    | -                                                                  | À l'heure de la création du club, les fondateurs mettent l'accent sur la nécessité que le club soit indépendant de l'influence coloniale, puisque la France, à l'époque du protectorat, régulait la création des clubs sportifs en interdisant la présidence d'un club marocain à un citoyen marocain. Ils contournent alors cette loi en laissant le fauteuil à Hajji Ben Abadji, un algérien qui avait la nationalité française. Les autorités coloniales, prises au dépourvu, sont contraintes d'accepter. Il est de ce fait le premier et seul président non-marocain de l'histoire du club. |
| 2   | Moulay Sassi Alaoui Aboudarka     | Maroc          | 20 mars 1949      | septembre 1956    | -                                                                  | Président d'honneur durant l'ère Ben Abadji. |
| 3   | Boujemaâ Kadri                    | Maroc          | 1956              | 1958              | -                                                                  | Un des fondateurs, il s'est chargé de l'organisation administrative préalable à la création du club. |
| 4   | Laâchfoubi El Bouazzaoui          | Maroc          | 1958              | 1963              | -                                                                  | Un des fondateurs, il prend les commandes après avoir occupé le poste de vice-président depuis la création du club. Sous sa présidence, le club boycotte le tournoi triangulaire décidé par la FRMF pour le départager le Raja, le Kénitra AC et l'ASFAR au terme du championnat 1960. Les trois équipes terminent en effet ex æquo en termes de points, mais le titre revenait au Raja car il devançait ses adversaires avec la meilleure différence de buts. |
| 5   | Karim Hajjaj                      | Maroc          | 1963              | 1966              | -                                                                  | Il succède à El Bouazzaoui après avoir été son vice-président. |
| 6   | Maâti Bouabid                     | Maroc          | 1966              | 1968              | -                                                                  | Futur Premier ministre du Maroc et l'une des figures les plus marquantes de l'histoire du club, il inspire les dirigeants qui vont se succéder à la tête du club durant les trois décennies à venir. |
| 7   | Abdelkarim Benslimane             | Maroc          | 1968              | 1969              | -                                                                  | Il est le président élu avec le mandat le plus court. |
| 8   | Abdelouahed Maâch                 | Maroc          | 1969              | 1973              |                                                                    | Il a fondé et présidé la première association des supporters en 1965. Il est nommé président délégué en 1968 avant d'être élu président. |
| 9   | Mohamed Cherfaoui                 | Maroc          | 1973              | 1974              | CDT 1974                                                           | Sous sa présidence, le Raja remporte le premier titre de son histoire. |
| -   | Abdelouahed Maâch                 | Maroc          | 1974              | 1978              | CDT 1977                                                           | |
| 10  | Abdellatif Semlali                | Maroc          | 1978              | 1981              | -                                                                  | Il devient président après avoir occupé le poste de secrétaire général pendant plusieurs années. |
| 11  | Abdellah Firdaous                 | Maroc          | 1981              | 6 décembre 1984   | CDT 1982                                                           | Il est limogé par le comité. |
| 12  | Houcine Sebbar                    | Maroc          | 6 décembre 1984   | 11 décembre 1984  | -                                                                  | Il est chargé de diriger le club en intérim jusqu'à la prochaine assemblée générale. |
| 13  | Abdelkader Retnani                | Maroc          | 11 décembre 1984  | juillet 1989      | Botola 1988                                                        | Vice-président de Cherfaoui, il a révolutionné la gestion du club. Sous sa présidence, le Raja remporte son premier championnat et signe ses premiers contrats de sponsoring. |
| 14  | Abdelhamid Souiri[réf. souhaitée] | Maroc          | juillet 1989      | décembre 1989     | -                                                                  | Occupant le poste de secrétaire aux affaires monétaires depuis 1988, il assure l'intérim jusqu'à la prochaine assemblée. |
| 15  | Mohamed Aouzal                    | Maroc          | décembre 1989     | juin 1992         | LDC 1989                                                           | Dès son élection, le Raja remporte la Coupe des clubs champions africains. Il démissionne avant la fin de son mandat pour présider le comité directeur omnisports. |
| 16  | Abdellah Rhallam                  | Maroc          | juin 1992         | juillet 1998      | Botola 1996, Botola 1997, Botola 1998, CDT 1996, LDC 1997          | Sous sa présidence, le Raja remporte le premier doublé coupe-championnat de son histoire. |
| 17  | Ahmed Ammor                       | Maroc          | juillet 1998      | 10 juillet 2002   | Botola 1999, Botola 2000, Botola 2001, LDC 1999, SC 2000, AA 1998. | Avec un seul mandat, il est le président le plus titré du club avec 6 trophées ex æquo avec Abdellah Ghallam. Il est désigné président d'honneur le 25 novembre 2002. |
| 18  | Abdesalam Hanat                   | Maroc          | 10 juillet 2002   | 28 juillet 2003   |                                                                    | Secrétaire général du Raja depuis 1992, il est choisi à l'unanimité pour diriger le club exceptionnellement pour un an. |
| 18  | Abdesalam Hanat                   | Maroc          | 28 juillet 2003   | 14 juillet 2004   | Botola 2004, CDT 2002, CAF 2003                                    | Il est finalement réélu, avec 62 voix contre 42 pour Zakaria Semlali, fils de Abdellatif Semlali, pour un mandat de quatre ans. Il démissionne après un an pour des raisons de santé. |
| -   | Abdelhamid Souiri                 | Maroc          | 14 juillet 2004   | 11 janvier 2007   | CDT 2005, LDC arabe 2006.                                          | Vice-président de Hanat, il est élu à l’unanimité après le retrait au dernier moment de Zakaria Semlali. Il constitue la première commission juridique du championnat. Il démissionne avant la fin de son mandat. |
| -   | Abdellah Rhallam                  | Maroc          | 11 janvier 2007   | 12 juillet 2007   | -                                                                  | Président de la commission provisoire chargée de diriger le club jusqu'à l'assemblée générale. |
| -   | Abdellah Rhallam                  | Maroc          | 12 juillet 2007   | 4 juin 2010       | Botola 2009                                                        | Il est finalement élu à la quasi-unanimité. Il est le président qui est resté le plus longtemps en poste. Il est également le plus titré avec 6 trophées ex æquo avec Ahmed Ammor. Il se retire sans démissionner. |
| -   | Abdesalam Hanat                   | Maroc          | 4 juin 2010       | 10 mai 2012       | Botola 2011                                                        | Il est réélu une seconde fois. Il démissionne avant la fin de son mandat. |
| 19  | Mohamed Boudrika                  | Maroc          | 7 juin 2012       | 20 juin 2016      | Botola 2013, CDT 2012, UNAF 2015.                                  | Il est le plus jeune président de l'histoire du club, élu à 28 ans et 9 mois. Son mandat est marqué par un grand nombre de recrutements et le lancement du projet de l'Académie du Raja. L'équipe remporte sous sa présidence son deuxième doublé coupe-championnat et atteint la finale de la Coupe du monde. Premier président à compléter son quadriennat depuis Ahmed Ammor. |
| 20  | Saïd Hasbane                      | Maroc          | 20 juin 2016      | 6 avril 2018      | CDT 2017.                                                          | Il annonce dès son élection que le club traîne trop de dettes. Au cœur d'une crise financière sans précédent, il démissionne sous la pression des adhérents et des supporters. |
| -   | Mohamed Aouzal                    | Maroc          | 13 avril 2018     | 13 septembre 2018 | -                                                                  | Président de la commission provisoire chargée de diriger le club jusqu'à l'assemblée générale. |
| 21  | Jawad Ziyat                       | Maroc          | 13 septembre 2018 | 14 décembre 2020  | Botola 2020, CC 2018, SC 2019                                      | Il redresse les comptes du club qui affiche son premier résultat net positif depuis 2015. Sous sa présidence, le club bascule au statut de société anonyme, avec la conservation de l'association Raja CA, principale actionnaire avec 2984 actions. Il démissionne pour des raisons personnelles. |
| 22  | Rachid Andaloussi                 | Maroc          | 14 décembre 2020  | 27 octobre 2021   | CC 2021, LDC arabe 2021.                                           | Membre du comité de Abdelhamid Souiri entre 2004 et 2007 et vice-président de Jawad Ziyat, il succède à ce dernier en tant que président intérimaire conformément au chapitre 4 des statuts du club. |
| 23  | Anis Mahfoud                      | Maroc          | 27 octobre 2021   | 16 juin 2022      | -                                                                  | Secrétaire général du club sous Ziyat, il élu à la majorité après avoir remporté le scrutin avec 95 voix, devant Jamaleddine Khalfaoui (44 voix) et Redouane Rami (17 voix). Il annonce sa démission le 16 mai 2022 et convoque une AGE un mois plus tard. |
| 24  | Aziz El Badraoui                  | Maroc          | 16 juin 2022      | 26 mai 2023       | -                                                                  | Candidat unique, il est élu à l'unanimité et promet une “nouvelle ère”. Il démissionne après les mauvais résultats de l'équipe. |
| 25  | Mohamed Boudrika                  | Maroc          | 26 mai 2023       | 19 juillet 2024   | Botola 2024, CDT 2023                                              | Il remporte le scrutin face à Said Hasbane avec 117 voix contre 45. Après son arrestation en Allemagne, son vice-président Adil Hala est chargé d'assurer l'intérim jusqu'à la prochaine assemblée. L'équipe remporte le premier doublé invincible de l'histoire du football marocain. |
| 26  | Adil Hala                         | Maroc          | 19 juillet 2024   | 27 janvier 2025   | -                                                                  | Il se présente comme seul candidat en conservant le même comité. Il est élu à la majorité. Il démissionne à la suite de sa gestion sportive catastrophique. |
| 27  | Abdellah Biraouine                | Maroc          | 30 janvier 2025   | 7 juillet 2025    | -                                                                  | Il est chargé d'assurer l'intérim jusqu'à la fin de saison. |
| -   | Jawad Ziyat                       | Maroc          | 7 juillet 2025    | en fonction       | -                                                                  | Il passe le premier tour avec 67 voix, contre 40 pour Abdellah Biraouine et 35 pour Said Hasbane, puis remporte le deuxième tour avec 91 suffrages contre 43 pour Biraouine. Le Parlement du Raja a également approuvé à l’unanimité l'activation de la société sportive du club. |